# Il y a longtemps que je t'aime (film, 2008)
Pour les articles homonymes, voir Il y a longtemps que je t'aime.
Pour plus de détails, voir Fiche technique et Distribution.
Il y a longtemps que je t'aime est un film franco-canadien réalisé par l'écrivain Philippe Claudel, sorti en 2008. Il s'agit du premier film du réalisateur.

## Synopsis
Deux sœurs, Juliette et Léa, se retrouvent après que Juliette a passé quinze années en prison. Léa, désormais mariée et avec deux enfants, l'accueille dans sa maison à Nancy.

## Fiche technique
- Titre : Il y a longtemps que je t'aime
- Réalisation : Philippe Claudel
- Scénario : Philippe Claudel
- Production : Yves Marmion
- Photographie : Jérôme Alméras
- Son : Pierre Lenoir
- Musique : Jean-Louis Aubert
- Costumes : Jacqueline Bouchard
- Pays d'origine :  France
- Format : couleur — 1,85:1
- Genre : comédie dramatique
- Durée : 115 minutes
- Date de sortie :
  - France : 19 mars 2008

## Distribution
- Kristin Scott Thomas : Juliette Fontaine
- Elsa Zylberstein : Léa, la sœur cadette de Juliette, enseignante en littérature à Nancy II
- Serge Hazanavicius : Luc, le mari de Léa, lexicographe au CNRS, footeux fan de l'ASNL
- Laurent Grévill : Michel, le collègue de Léa touché par Juliette
- Frédéric Pierrot : le capitaine Fauré, fasciné par le fleuve Orénoque
- Lise Ségur : P'tit Lys, 8 ans, vietnamienne, aînée des filles adoptives de Léa et Luc
- Claire Johnston : la mère de Juliette et Léa
- Catherine Hosmalin : la conseillère d'insertion
- Jean-Claude Arnaud : Papy Paul, le père de Luc, muet et lecteur invétéré
- Olivier Cruveiller : Gérard, l'invité éméché trop curieux
- Mouss Zouheyri : Samir, l'ami irakien
- Souad Mouchrik : Kaisha, la femme de Samir
- Lily Rose : Emélia, la plus jeune des filles adoptives de Léa et Luc
- Régis Latouche : le patron du bar

## Production

### Choix des interprètes
Charles Berling a été un temps prévu à la place de Laurent Grévill.

## Autour du film
- Le film a été tourné dans le département de Meurthe-et-Moselle (quartier de Saurupt à Nancy) au cours de l'été 2007.
- Tout comme le personnage de Michel (interprété par Laurent Grévill), l'auteur et réalisateur Philippe Claudel a été pendant longtemps (onze ans) professeur en prison.
- Le film est dédié à la mémoire de Roger Viry-Babel, mort le 15 mai 2006.

## Distinctions

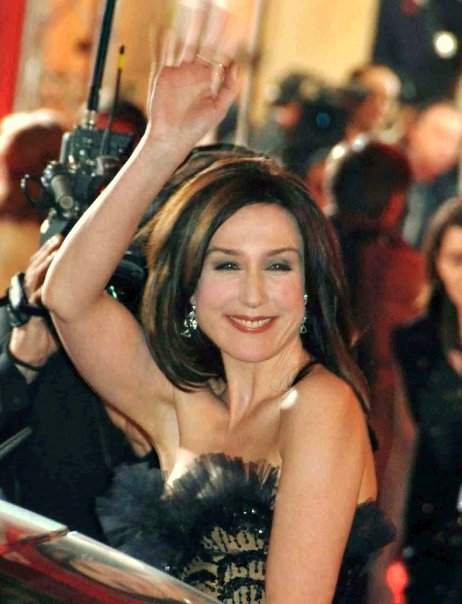
L'actrice Elsa Zylberstein aux César 2009.

### Récompenses
- Actrice européenne de l'année 2008 - Kristin Scott Thomas
- BAFTA du meilleur film étranger 2009[1]
- César du meilleur premier film 2009 - Philippe Claudel
- César de la meilleure actrice dans un second rôle 2009 - Elsa Zylberstein
- London's Favourite French Film 2009

### Nominations
- Golden Globe 2008 du meilleur film étranger
- Golden Globe 2008 de la meilleure actrice dans un drame pour Kristin Scott Thomas
- BAFTA de la meilleure actrice 2009 pour Kristin Scott Thomas
- BAFTA du meilleur scénario original 2009
- César du meilleur film 2009
- César de la meilleure actrice 2009 pour Kristin Scott Thomas